# Franc Frakelj
Franc Frakelj (domobransko ime Peter Skalar), slovenski domobranec in pripadnik Črne roke, * 19. januar 1917 Dražgoše, † 1985, Kanada.
Frakelj je bil med drugo svetovno vojno pred bitko na Turjaku septembra 1943 poveljnik postojanke vaških straž v Tomišlju, južno od Ljubljane. 
V represalijah v Dražgošah so Nemci pobili vso njegovo družino, zato se je pridružil domobrancem. 
Novembra 1943 je postal poveljnik domobranske postojanke na Barju v prostorih tamkajšnje osnovne šole. Skupaj s svojimi pomočniki - imenovali so se 12 križarjev - je (kakor je sam zatrjeval v Kristusovem imenu) s palicami okrutno pobil prek šestdeset ljudi, preprostih civilistov vseh starosti in spolov.
Sodeloval je z  urhovsko domobransko posadko pri aretacijah. Deloval je tudi v belgijski vojašnici kot zasliševalec.

Spomenik žrtvam Frakljevih pobojev je v Kozlarjevi gošči (na Barju). Mučenja in poboji so opisani v knjigi Jožeta Vidica "Po sledovih črne roke." Frakelj je po vojni zbežal v tujino in ni bil nikoli obsojen za svoje vojne zločine. Umrl je v Kanadi pod imenom Peter Markis.
1. ↑  Žajdela I. Zbornik V imenu ideologije | Družina – vsak dan s teboj — 2021. — ISSN 0416-3885; 1580-3686